# Hevea spruceana
Hevea spruceana är en törelväxtart som först beskrevs av George Bentham, och fick sitt nu gällande namn av Johannes Müller Argoviensis. Hevea spruceana ingår i släktet Hevea och familjen törelväxter. Inga underarter finns listade i Catalogue of Life.